# Молдавско-пољски рат (1502–1510)
Молдавско-пољски рат (1502–1510) био је сукоб између Краљевине Пољске и Молдавије и Османског царства које их је подржавало. Рат је завршен пољском победом према споразуму из Камјанеца-Подољског који је потписан 22. јануара 1510. године. Тим документом се Богдан III Једнооки одрекао својих права на Покуће и својих планова за брак са Елизабетом Јагелонком и вратио брачни уговор.

## Рат
Рат је започео Стефан Велики у септембру 1502. године, искористивши унутрашње немире у Краљевини Пољској, татарску инвазију и опсаду Смоленска од стране војске Царске Русије, како би поново заузели пољско Покуће, у чему су му помагали православно становништво и део русинског племства. Године 1504, након господареве смрти, његов син Богдан III Једнооки се попео на молдавски престо. Запросио је брак са Елизабетом, сестром краља Александра Јагелонца, и преварен лажним обећањима пољског изасланика, великог маршала круне Станислава Ходецког, повукао се из Покућа у септембру 1505. године. Годину дана касније, сазнавши за смрт пољског краља и његово неслагање са браком, Богдан је поново окупирао Покуће и напао Подоље. Овог пута, Николај Каменецки, на челу 3.000 војника, ушао је у Покуће, протерао непријатељске војске и напао Молдавију. Након победе над неколико хиљада Молдаваца, вратио се у Пољску. Још једна молдавска инвазија догодила се у јуну 1509. године, А била је усмерена на Црвену Русију и Подоље, а приликом повратка, Молдавци су поново окупирали Покуће. Пољаци, окупивши 20.000 војника под командом Хетмана Камјанецког, повратили су Покуће и ушли у Молдавију са намером да заузму њену престоницу Сучаву. Након троднеделне неуспешне опсаде, започели су повлачење, заобилазећи Буковину са истока. Приликом преласка Дњестра код Хотина, Молдавци предвођени Копачијуом одлучили су да се упусте у битку.

## Битка код Хотина (1509)
Када је део одбрамбених трупа почео да прелази реку, регрути су тек почињали са припремама за прелазак реке. У овом тренутку, молдавска војска је напала уз подршку османских трупа. Напад је изведен са северозапада, са стране Хотинске тврђаве, низ стрму падину. Упркос томе, нападнути Пољаци нису подлегли паници и брзо су се припремили за борбу. Током битке, пољска коњица се неприметно одвојила, обишла брдо са ког су Молдавци нападали са запада и ударила их с леђа. То је изазвало повлачење њихових трупа, које је заправо било претворено у бекство. Током потере, многи господареви достојанственици су заробљени. Педесет њих је обезглављено.
Дана 22. јануара 1510. године у Камјањецу-Подољском је потписан мировни споразум којим се Богдан дефинитивно одрекао својих захтева за Покућем и планова за брак са Елизабетом Јагелонком. Тим чином је уједно одустао од брачног уговора.